# Lucius Valerius Flaccus (consul en -152)
Pour les articles homonymes, voir Valerius Flaccus.
Lucius Valerius Flaccus est un homme politique romain du IIe siècle av. J.-C.
Son cursus honorum jusqu'à son consulat est incertain ; il a peut-être été préteur en 160 ou 159 av. J.-C. comme on peut le déduire d'une inscription dédicatoire fragmentaire d'un temple d'Esculape, copiée vers 1500 mais qui a depuis disparu.
En 152 av. J.-C., il est élu consul avec Marcus Claudius Marcellus.